# Ausländeruniversität Perugia

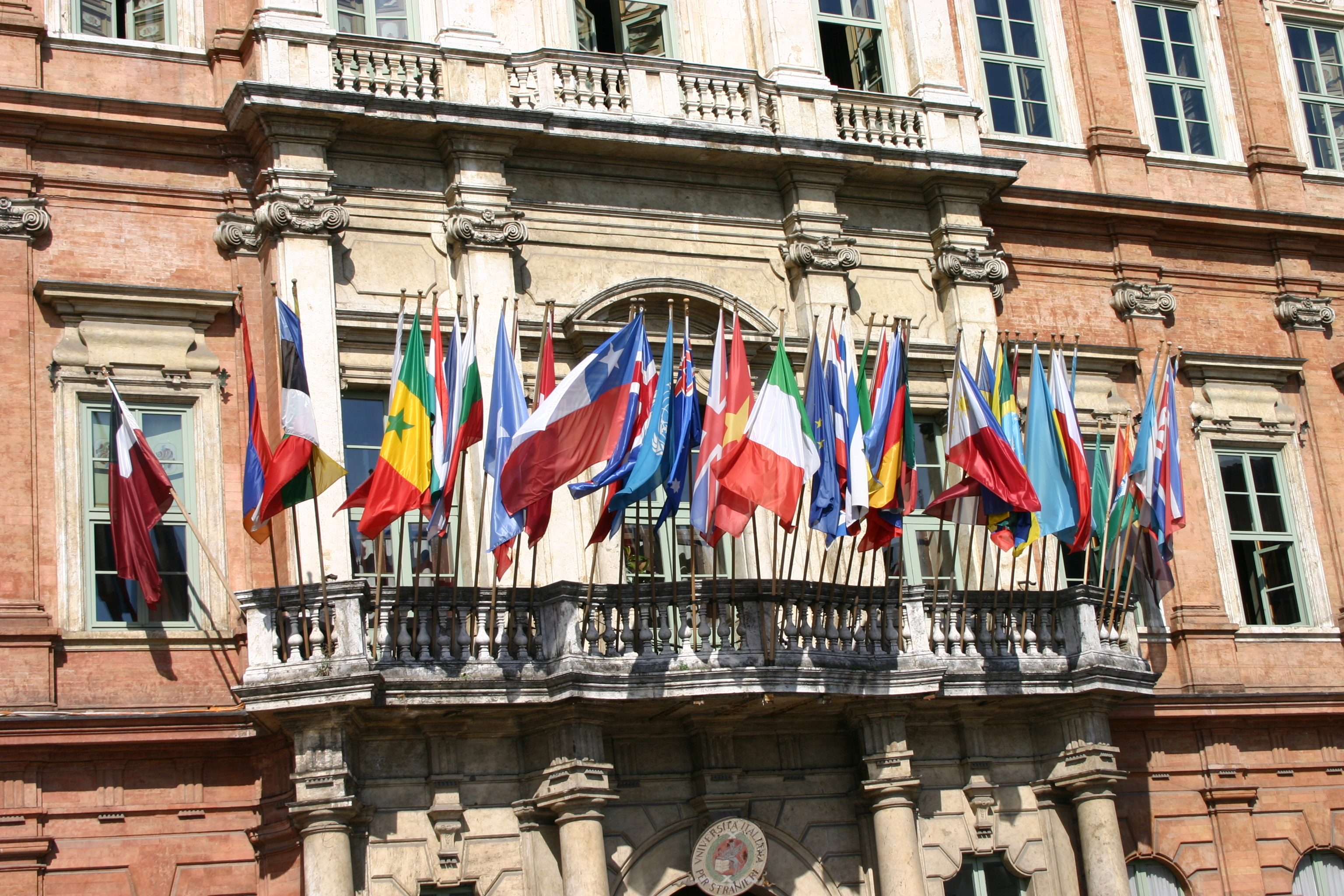
Ausländeruniversität Perugia

Die Ausländeruniversität Perugia (italienisch: Università per Stranieri di Perugia) ist eine staatliche Universität in Perugia und neben der Ausländeruniversität Siena eine von zwei Hochschulen in Italien, die für ausländische Studenten konzipiert ist. Die Ausländeruniversität Perugia hat rund 2400 Studenten und 150 wissenschaftliche Angestellte.
Die Ausländeruniversität Perugia wurde 1925 gegründet und ist seit 1992 eine eigenständige Universität. Sie bietet größtenteils Kurse für und über Italienische Sprache und Kultur. Derzeitige Rektor der AU Perugia ist Valerio de Cesaris.
Eine der bekanntesten ehemaligen Studenten dieser Universität ist Amanda Knox, die in Italien wegen Mordes angeklagt war und im Herbst 2011 freigesprochen wurde.

## Geschichte

### Rektoren
- Astorre Lupattelli (1925 – 1944)
- Aldo Capitini (kommissarisch 1944 – 1946)
- Carlo Sforza (1947 – 1953)
- Carlo Vischia (1953 – 1969)
- Salvatore Valitutti (1969 – 1980)
- Ottavio Prosciutti (1980 – 1982)
- Giorgio Spitella (1982 – 1995)
- Paola Bianchi De Vecchi (1995 – 2004)
- Stefania Giannini (2004 – 2013)
- Giovanni Paciullo (2013 – 2018)
- Giuliana Grego Bolli (2018 – 2020)[1][2]
- Valerio De Cesaris (seit 2021)[3]